# Виппер, Роберт Юрьевич
Ро́берт Ю́рьевич (Георгиевич) Ви́ппер (1859—1954) — русский, латвийский и советский историк, действительный член АН СССР с 27 сентября 1943 года по Отделению истории и философии (история). Брат О. Ю. Виппера, отец Б. Р. Виппера.

## Биография
Родился 2 (14) июля 1859 года в семье московского учителя, обрусевшего немца Юрия (Георгия) Францевича Виппера (1824—1891) и его супруги Шарлотты Георгиевны (1841—1874), урождённой Фуртвенглер (Furtvengler). Как и его супруга, Юрий Францевич был лютеранского вероисповедания, происходил из семьи ремесленников. Окончил Императорский Московский университет и за заслуги на педагогическом поприще в 1880 году получил дворянство — записан в III часть родословной книги дворянства Московской губернии. Был талантливым преподавателем географии, физики, математики, написал ряд учебных пособий по физике, издал несколько научно-популярных произведений (в том числе «Иерусалим и его окрестности времён Иисуса Христа»); преподавал математику и физику в Лазаревском институте восточных языков, затем был инспектором (1881—1884) и директором Московского училища живописи, ваяния и зодчества; преподавал географию в гимназии Креймана.
Роберт Виппер после домашней подготовки поступил сразу же в 3-й класс классической гимназии при Лазаревском институте. Гимназию окончил с золотой медалью в 1876 году — в аттестате особо было отмечено: «любознательность к древним языкам, математике и истории замечательная». В 1880 году окончил историко-филологический факультет Московского университета со званием кандидата истории; учителями Виппера были В. И. Герье и В. О. Ключевский. На первом и втором курсах университета получал стипендию имени Н. В. Гоголя. После окончания университета начал преподавать в женской гимназии С. А. Арсеньевой (1880—1895), в Московском училище живописи, ваяния и зодчества (1881—1894) и в училище ордена Св. Екатерины. Позже читал курсы истории в Николаевском сиротском институте, частной гимназии первого разряда Пуссель на Покровке; преподавал историю культуры в Училище изящных искусств А. О. Гунста.
Во второй половине 1880-х годов женился на Анастасии Васильевне Ахрамович (1863—1915). В 1885—1886 годах при материальной поддержке семьи занимался в университетах Берлина, Мюнхена, Вены, Парижа. В 1887 году сдал магистерские экзамены. Только в мае 1894 года защитил магистерскую диссертацию «Церковь и государство в Женеве XVI в. в эпоху кальвинизма» (написанную на основе двухлетней работы в женевских архивах). Научная работа, написанная на 686 страницах, была настолько высокого уровня, что Виппер получил за неё сразу степень доктора всеобщей истории, был отмечен премией С. М. Соловьёва (стипендия размером в 1000 рублей) и назначен на кафедру всеобщей истории в Новороссийском университете в Одессе. С ноября 1897 года — приват-доцент, с 7 августа 1899 года — экстраординарный, а с 1901 года по 1922 год — ординарный профессор Московского университета, где читал до 1922 года курсы по истории античного мира. С 1916 года — заслуженный профессор Московского университета.
С 1 января 1910 года — действительный статский советник. Был награждён орденами Российской империи: Св. Станислава 2-й ст. (1901), Св. Анны 2-й ст. (1904), Св. Владимира 4-й ст. (1907).
После Октябрьской революции большевики вспомнили о киевском деле Бейлиса, в котором принимал участие брат Р. Ю. Виппера, Отто Юрьевич; в апреле 1919 года он был арестован и осуждён. Несмотря на критичный настрой в отношении новой власти, Виппер не был включён в список пассажиров «философского парохода». Однако, после опубликования в 1922 году его брошюры «Возникновение христианства» был подвергнут критике Лениным — в журнале «Под знаменем марксизма» была напечатана статья В. И. Ленина «О значении воинствующего материализма», где Виппер был объявлен сторонником «теоретико-познавательного критицизма», связанного с достижениями экспериментальной психологии (эмпириокритицизм). Объясняя появление «контрреволюционных» публикаций историка неопытностью тогдашних работников газет (в частности газеты «Утро России»), Ленин указывал, что профессоров и писателей, которые для воспитания масс «годятся не больше чем заведомые растлители годились бы для роли надзирателей в учебных заведениях для младшего возраста», революционный пролетариат «вежливо выпроводил» бы из страны. Ещё до появления этой статьи Виппер искал пути покинуть Россию и в августе 1922 года подал заявление в Совет Высшей школы Латвии и 6 сентября 1924 года на заседании факультета филологии и философии был избран до 1 июля 1925 года на должность внештатного профессора по истории Нового времени. Сразу же вместе с сыном, Борисом Робертовичем, получившим предложение из Латвийской Академии художеств, он переехал в Латвию и 13 октября прочёл вступительную лекцию «История и современность».

Могила Виппера на Новодевичьем кладбище Москвы

Некоторые работы учёного, воспринимавшиеся как политически и идеологически нейтральные, продолжали публиковаться у него на родине; в частности, в 1922—1923 годах был дважды переиздан его «Краткий учебник истории Средних веков». Только осенью 1929 года Виппер сменил гражданство на латвийское. Лекции Виппер читал на русском языке. В июне 1932 года профессору Випперу продлили на пять лет чтение лекций и руководство кафедрой, хотя по уставу университета по возрасту он уже не имел на это право. В 1936 году был создан Институт истории Латвии, в состав которого был включён Р. Ю. Виппер.
После того, как Латвия в 1940 году вошла в состав СССР, несмотря на свой почтенный возраст, Виппер стал профессором Московского института философии, литературы и истории, а также в 1941—1950 годах работал в МГУ (кроме 1941—1943 годов, когда преподавал в Среднеазиатском государственном университете в Ташкенте). В 1943 году был избран в Академию наук СССР, работал старшим научным сотрудником Института истории АН СССР.
Умер 30 декабря 1954 года и был похоронен на Новодевичьем кладбище Москвы рядом с могилой жены (там же похоронен сын Борис и другие родственники).

## Взгляды
В смысле исторической методологии, начинал как позитивист, затем попал под сильное влияние философской доктрины эмпириокритицизма. Увлекался циклизмом Вико. В конце жизни пытался работать в рамках марксизма.
Виппер «предпринял попытку создать „новую социальную историю“, в которой предпринимались усилия сбалансировать рациональные личностные начала с жизнедеятельностью социальных культур, менее подвижных и менее подверженных резким скачкообразным изменениям».
Р. Ю. Виппер примыкал к группе советских учёных, разрабатывавших мифологическую теорию происхождения христианства. Отвергая существование Иисуса Христа, он датировал возникновение христианства не I веком, а II веком; возникновение христианской литературы относил ко второй половине II века. Эти воззрения были критически встречены многими его коллегами — советскими историками христианства, и отвергнуты исторической наукой на основании целого ряда данных: археологических находок, обнаружения древних документов (например, папирусов с фрагментами евангелий, относящихся к 1-й половине II века) и т. д.

## Награды
российской империи
- Св. Станислава 2-й ст. (1901)
- Св. Анны 2-й ст. (1904)
- Св. Владимира 4-й ст. (1907)

советские
- Орден Трудового Красного знамени (4 ноября 1944) — за выдающиеся заслуги в деле подготовки специалистов для народного хозяйства и культурного строительства
- орден Ленина (10 июня 1945)